# 김연자
김연자(金蓮子, 1959년 1월 25일~)는 대한민국의 트로트 가수이다.

## 학력
- 광주수창초등학교 전학
- 광주대성초등학교 졸업
- 광주수피아여자중학교 졸업
- 광주수피아여자고등학교 졸업

## 생애
1959년 전라남도 광주에서 태어나 16세때인 1974년 TBC 《전국가요 신인스타쇼》에서 우승하였고, 같은 해 오아시스레코드에서 김학송이 작곡한 곡 《말해줘요》로 데뷔했다. 그리고 1977년에는 《女の一生 (여자의 일생)》을 발표하면서 일본에서도 데뷔하였다.

### 인기 있는 트로트 가수
데뷔 처음에는 그리 주목을 받지 못했지만 1981년에 《노래의 꽃다발》이라는 트로트 메들리 앨범을 발표하여 히트시키며 인기를 얻었다. 1982년부터 정통 트로트 《진정인가요》(작사: 정욱/작곡: 정풍송)를 부르며 인지도를 얻었고 1984년에 본격적으로 정통 트로트 《수은등》(작사: 유수태/작곡: 김호남)이 히트하면서 인기가수 반열에 올랐다. 김연자는 데뷔 후 주로 정통 트로트를 불렀으나 1986년에는 트로트 장르에서 벗어난 노래들이 인기를 얻었는데 대표적으로 《씨름의 노래》(작사: 조운파/ 작곡: 길옥윤)는 민속씨름 대회에서 장사가 탄생했을 때 들려지는 노래로 선정되었다. 또한, 서울올림픽 찬가로 알려진 《아침의 나라에서》(작사: 박건호 /작곡: 길옥윤)를 불러 대중적으로 많은 관심과 사랑을 받았다.

### 엔카의 여왕
1988년에 〈아침의 나라에서〉를 일본어로 개사하여 히트시킨 후, 본격적으로 일본을 주 무대로 활동 영역을 개척하여〈暗夜航路 (암야항로)〉,〈十三湖の雪うた (도사호의 눈 노래)〉,〈熱い河(뜨거운 강)〉등 여러 엔카곡들을 히트시키면서 일본의 대형 엔카 가수로 성장하였다. 그리고 연말마다 개최되는 일본의 음악 프로그램 《NHK 홍백가합전》에 3회 출전하기도 하였다. 서울올림픽 공식 주제가를 부르는 가수로 물망에 올랐으나 선정 과정에서 촌스럽다는 평가를 받아서 그룹 《코리아나》에게 그 자리를 양보하게 된다.
일본에서 엄청난 인기몰이를 하고 있던 김연자는 2001년, 조선민주주의인민공화국 김정일 국방위원장의 공식적인 초청을 받고 평양에서 공연을 개최하였으며, 그 외에도 사할린, 상파울로 등 해외 각지에서 콘서트를 개최하였다. 2002년에는 2002년 FIFA 월드컵 찬가였던 〈愛☆アリガトウ (사랑☆고마워)〉을 불렀고 그 해에 〈北の雪虫 (북녘의 눈벌레)〉로 오리콘 엔카 차트 5주 연속 1위를 차지하고 2008년, 〈夜明け前 (새벽 전)〉으로 오리콘 엔카 차트 3주 연속 1위를 차지하면서 엔카의 여왕으로 우뚝 섰다.

### 국내 복귀
그러나 2009년에 일본 활동 22주년을 끝으로 대한민국 활동을 공식화하였고 귀국과 함께 경쾌한 리듬의 트로트 《10분 내로》(작사: 이병오/ 작곡: 이호섭)로 활동하기 시작하였다. 2012년 5월, 함께 일해왔던 남편과 이혼하고 (주) 센슈 기획과의 업무 제휴가 종료되면서, 김연자가 직접 대표가 되어 일본에 새 회사(YJKcompany)를 설립하였다.
2013년, 2014년에는 〈아모르 파티〉, 〈타이틀〉로 정통에서 벗어난 EDM과 트로트를 접목시킨 장르를 선보이며 활동하였다. 2015년에는 데뷔 40주년을 맞아 40주년 기념 콘서트를 개최하였으며 정통 트로트 〈쟁이쟁이〉를 발표하였다.

### 음반 역주행
발표된 지는 오래되었으나 《아모르 파티》가 뒤늦게 서서히 알려지며 2018년에는 부산대 학생회의 초청으로 중·장년층 트로트를 부르던 가수가 대학 축제에서 공연을 하는 역사를 처음 쓰게 된다. 이후에 공연들도 많이 알려지게 되면서 연말에는 지상파 가요대상 프로그램에도 초청을 받아 후반부를 장식하게 된다. 이 곡은 10대와 20대 젊은 세대들에게도 폭발적인 반응과 공감을 얻었다.

### 특징
김연자는 호소력 짙은 목소리와 꺾기 창법이 매력적인 가수이다. 일본에서 열리는 콘서트나 TV 프로그램에 출연할 때 자주 한복을 입고 나오는 것으로도 유명하며, 자신의 이름을 상표로 하여 김치를 판매하는 등 한국과 관련된 활동도 많이 하고 있다. 대한민국에서는 이미자, 주현미, 문희옥 등 정통 트로트를 고수하는 몇 안 되는 가수 중 하나이며 장은숙, 계은숙, 정재은 등 일본에 진출한 대표 한류 가수로도 주목받고 있다. 흔히 씨름대회에서 자주 울려 퍼지는 《천하장사》 역시 그녀가 부른 곡으로, 원래 제목은 《씨름의 노래》이다.
주요 히트곡으로는 수은등, 아모르 파티, 10분 내로, 아침의 나라에서, 못 잊을 건 정, 천하장사 등이 있다.

## 학력
- 광주대성국민학교 (졸업)
- 광주수피아여자중학교(졸업)
- 광주수피아여자고등학교(명예 졸업)

## 주요 활동

### 정규음반
오아시스레코드
- 1974년 허공에 띄운 사연(민정일) / 말을 해줘요(김연자)
- 1976년 엄마의 노래 / 나를 보고 있네요
- 1976년 봄비가 / 낯선 얼굴들
- 1979년 두손을 잡아요 / 먼 훗날
- 1982년 갈길을 못가네 / 남의 속도 모르고

히트레코드
- 1980년 알잖아요 내 마음 / 둘이서
- 1981년 어디쯤 가고 있을까 / 서울행 완행열차

지구레코드
- 1982년 1집 사랑을 위해 / 진정인가요
- 1983년 2집 망각 / 별곡
- 1984년 3집 타인의 얼굴 / 가면의 사랑
- 1985년 4집 당신은 / 추억의 목포항
- 1986년 5집 아침의 나라에서 / 씨름의 노래(4집 수록곡에 신곡을 추가하여 재발매)
- 1987년 6집 당신은 얄미운 나비 / 당신이 버린 사랑

한국음반
- 1988년 지울수 없는 사랑 / 아침의 나라에서

다링레코드
- 1990년 터미널의 밤 / 정만을 남기고

기타
- 1983년 누가 이 사람을 모르시나요(문주란) / 잃어버린 33년(김연자) - 지구레코드

### 대표곡
- 《못 잊을 건 정》(1976년)
- 《진정인가요》(1982년)
- 《수은등》(1984년)
- 《아침의 나라에서》(1986년) - 1988년 서울 올림픽 찬가.
- 《당신은 얄미운 나비》(1987년)
- 《朝の国から》(아침의 나라에서, 1988년)
- 《暗夜航路》(암야항로, 1989년)
- 《十三湖の雪うた》(도사호(주산호)의 눈 노래, 1990년)
- 《熱い河》(뜨거운 강, 1996년)
- 《人生海峡》(인생해협, 1999년)
- 《陽は昇る》(해는 뜬다, 2000년)
- 《愛☆アリガトウ》(사랑☆고마워, 2002년) - 2002년 FIFA 월드컵 찬가.
- 《北の雪虫》(북쪽의 눈벌레, 2002년) - 오리콘 엔카 차트 5주 연속 1위 곡.
- 《北の秋桜》(북쪽의 코스모스, 2003년)
- 《南十字星》(남십자성, 2005년)
- 《始発駅》(시발역, 2006년)
- 《命火》(명화, 2008년)
- 《夜明け前》(새벽 전, 2008년) - 오리콘 엔카 차트 3주 연속 1위 곡.
- 《約束》(약속, 2010년)
- 《再會》(재회, 2010년)
- 《情熱のバラ》(정열의 장미, 2011년)
- 《月下美人》(월하미인, 2012년)
- 《아모르 파티》(2013년)
- 《愛のBINGO!》(사랑의 빙고, 2022년)

이외 다수.

### TV 프로그램
- TBC 《전국가요 신인스타쇼》(1974년) - 우승
- NHK 《NHK 홍백가합전》(1989년, 1994년, 2001년)
- MBC 《토요일 토요일은 즐거워》(1993년 9월 18일)
- KBS2 《가족오락관》(1996년 6월 12일)
- KBS1 《한민족 리포트》(2004년 5월 24일)
- MBC 《네버엔딩 스토리》(2008년 4월 23일)
- MBC 《설특집 - 나는 트로트 가수다》(2012년)
- KBS1 《전국노래자랑》
- KNN 《쑈! TV유랑극단》
- KBS1 《가요무대》
- MBC 《MBC 가요베스트》
- KBS1 《열린음악회》
- KBS부산 《뮤직 토크- 쇼 가요 1번지》(2017년 5월 16일)
- MBC 《미스터리 음악쇼 복면가왕》- 노래 안하면 입에 가시돋나 마돈나(참가자) , 내노래는 우아 우아 우아~해! 절대 시들지 않는 가창력! 장미여사(130대~135대 가왕)
- KBS2 《2018 KBS 가요대축제》
- KBS1 《TV는 사랑을 싣고》
- MBC 《생방송 행복드림 로또 6/45》게스트 896회 (2020년)
- SBS 《트롯신이 떴다》 고정출연
- JTBC《히든싱어 6》(2020) - 우승
- MBN 《알토란》-게스트
- EBS1 극한직업 전국을 달린다 트로트가수편
- JTBC 《아는형님》-게스트
- MBC 《황금어장 라디오스타》 -게스트
- TV조선 《미스터트롯2》- 심사 위원
- KBS2 《노머니 노아트》- 2회 초대 가수
- TV조선 《미스트롯3》- 심사위원
- SBS 《미운 우리 새끼》- 스페셜MC

### 드라마
- 2019년 tvN 《쌉니다 천리마마트》 - (특별출연)

## 수상
- 1983년, 1984년 MBC 10대가수가요제 본상
- 2001년 《일본 레코드대상》 기획상
- 2003년 《일본 레코드대상》 요시다 다다시(吉田 正)상
- 2003년 《제36회 일본 유선대상》 최다 리퀘스트상
- 2004년 《일본 유선대상》 유선음악우수상
- 2005년 《일본 유선대상》 유선음악우수상
- 2020년 제1회 트롯어워즈 트롯 100년 가왕상
- 2021년 제12회 대중문화예술상 대중문화 예술분문 대통령표창 수상(트롯트가수 최초)

## 광고
- 2002년 동원F&B 양반 김연자김치
- 2019년 아모레퍼시픽 아모레 카운셀러 모집
- 2019년 주식회사 건강을향한지도 관절보궁
- 2020년 한국다케다제약 알보칠
- 2020년 이마트 아몬드파티

## 홍보대사
- 2001년 5월 광주 비엔날레 명예홍보대사
- 2001년 9월 한국방문의해 명예홍보사절
- 2002년 3월 농림부 김치 홍보대사
- 2006년 9월 전라남도 관광명예 홍보대사
- 2010년 4월 광주광역시 남구 효사랑 홍보대사
- 2011년 10월 광주문화재단 홍보대사
- 2020년 1월 고흥 방문의 해 홍보대사